# Mumford & Sons
Mumford & Sons is een Britse folkrockband, afkomstig uit Londen. De band werd eind 2007 opgericht door Marcus Mumford, Winston Marshall, Ben Lovett en Ted Dwane. Ze speelden daarvoor als collectief achter de zangeres Laura Marling.

## Carrière
In 2009 werd het debuutalbum Sigh No More uitgebracht, dat zowel in de Nederlandse Album Top 100 als de Vlaamse Ultratop 50 Albums de derde positie bereikte. Debuutsingle Little Lion Man behaalde een vierde plaats in de Vlaamse Ultratop 50. In 2011 won Mumford & Sons een European Border Breakers Award, een prijs die jaarlijks wordt uitgereikt aan tien jonge veelbelovende Europese artiesten die het jaar ervoor succesvol buiten de eigen landsgrenzen debuteerden. In 2012 stond Mumford & Sons zowel op Pinkpop als op Rock Werchter. Op 24 september 2012 bracht de groep zijn tweede album Babel uit, dat het succes van het debuutalbum overtrof. Babel bereikte de nummer 1-positie in onder meer de Verenigde Staten, het Verenigd Koninkrijk, Nederland en Vlaanderen. Op 28 maart 2013 speelden ze voor een uitverkocht Sportpaleis in Antwerpen, waarna ze in 2015 in Nijmegen hun grootste concert buiten Engeland gaven.
Op 21 september 2013 kondigde de band aan een langdurige sabbatical te nemen. In 2015 brachten ze echter een nieuw album uit met de naam Wilder Mind. Met dit album leek de band de vertrouwde folk-rock los te laten en meer te willen experimenteren met elektro-rock. Het leverde de groep opnieuw een wereldwijd succes op.
In juni 2016 werd een ep uitgebracht met de naam Johannesburg. Deze ep is een samenwerking met de Afrikaanse artiesten Baaba Maal en Beatenberg en de Britse band The Very Best.
Het vierde studioalbum van de groep, Delta, verscheen op 16 november 2018.
Op 24 juni 2021 gaf Winston Marshall aan de band te verlaten, omdat hij zijn politieke mening wil geven zonder dat de band daaronder zou lijden. Zijn vader Paul Marshall is de oprichter van het conservatieve nieuwskanaal GB News in Groot-Brittannië.
In januari 2025 kwam de single Rushmere uit. Het gelijknamige album zal later dat jaar verschijnen.

## Discografie

### Albums
| Album met eventuele hitnotering(en) in de Nederlandse Album Top 100 | Datum van verschijnen | Datum van binnenkomst | Hoogste positie | Aantal weken | Opmerkingen |
| ------------------------------------------------------------------- | --------------------- | --------------------- | --------------- | ------------ | ----------- |
| Sigh No More                                                        | 05-10-2009            | 09-01-2010            | 3               | 91           | Platina     |
| Babel                                                               | 24-09-2012            | 29-09-2012            | 1(2wk)          | 91           | Goud        |
| Wilder Mind                                                         | 04-05-2015            | 09-05-2015            | 1(1wk)          | 93           |             |
| Delta                                                               | 16-11-2018            | 24-11-2018            | 1(1wk)          | 39           |             |
| Rushmere                                                            | 28-03-2025            | 05-04-2025            | 3               | 3            |             |

| Album met hitnotering(en) in de Vlaamse Ultratop 200 albums | Datum van verschijnen | Datum van binnenkomst | Hoogste positie | Aantal weken | Opmerkingen |
| ----------------------------------------------------------- | --------------------- | --------------------- | --------------- | ------------ | ----------- |
| Sigh No More                                                | 2009                  | 24-10-2009            | 3               | 111          | Platina     |
| Babel                                                       | 2012                  | 29-09-2012            | 1(1wk)          | 111          | Goud        |
| Wilder Mind                                                 | 2015                  | 09-05-2015            | 2               | 59           |             |
| Delta                                                       | 2018                  | 24-11-2018            | 3               | 49           |             |
| Rushmere                                                    | 28-03-2025            | 05-04-2025            | 3               | 6*           |             |

### Singles
| Single met eventuele hitnotering(en) in de Nederlandse Top 40 | Datum van verschijnen | Datum van binnenkomst | Hoogste positie | Aantal weken | Opmerkingen                 |
| ------------------------------------------------------------- | --------------------- | --------------------- | --------------- | ------------ | --------------------------- |
| Little Lion Man                                               | 14-09-2009            | 09-01-2010            | tip4            |              | Nr. 41 in de Single Top 100 |
| The Cave                                                      | 15-03-2010            |                       |                 |              | Nr. 65 in de Single Top 100 |
| I Will Wait                                                   | 13-08-2012            |                       |                 |              | Nr. 34 in de Single Top 100 |
| Lover of the Light                                            | 12-11-2012            | 08-12-2012            | tip15           |              | Nr. 94 in de Single Top 100 |
| Believe                                                       | 2015                  | 28-03-2015            | 32              | 4            | Nr. 46 in de Single Top 100 |
| Guiding Light                                                 | 2018                  | 13-10-2018            | tip9            |              |                             |
| Rushmere                                                      | 17-01-2025            |                       | tip26           |              |                             |

| Single met hitnotering(en) in de Vlaamse Ultratop 50 | Datum van verschijnen | Datum van binnenkomst | Hoogste positie | Aantal weken | Opmerkingen                                |
| ---------------------------------------------------- | --------------------- | --------------------- | --------------- | ------------ | ------------------------------------------ |
| Little Lion Man                                      | 2009                  | 31-10-2009            | 4               | 24           |                                            |
| Winter Winds                                         | 2009                  | 27-02-2010            | 29              | 2            |                                            |
| The Cave                                             | 2010                  | 24-04-2010            | 21              | 9            |                                            |
| Roll Away Your Stone                                 | 2010                  | 21-08-2010            | tip15           | -            |                                            |
| Awake My Soul                                        | 2010                  | 23-10-2010            | tip26           | -            |                                            |
| I Will Wait                                          | 2012                  | 22-09-2012            | 14              | 18           |                                            |
| Lover of the Light                                   | 2012                  | 17-11-2012            | tip3            | -            |                                            |
| Whispers in the Dark                                 | 2013                  | 02-03-2013            | tip16           | -            |                                            |
| Babel                                                | 2013                  | 01-06-2013            | tip8            | -            |                                            |
| Hopeless Wanderer                                    | 2013                  | 21-09-2013            | tip32           | -            |                                            |
| Believe                                              | 2015                  | 21-03-2015            | 27              | 2            |                                            |
| The Wolf                                             | 2015                  | 06-06-2015            | tip4            | -            |                                            |
| Ditmas                                               | 2015                  | 08-08-2015            | tip17           | -            |                                            |
| Tompkins Square Park                                 | 2015                  | 21-11-2015            | tip3            | -            |                                            |
| Just Smoke                                           | 2015                  | 19-03-2016            | tip39           | -            |                                            |
| There Will Be Time                                   | 2016                  | 07-05-2016            | tip17           | -            | met Baaba Maal                             |
| Wona                                                 | 2016                  | 02-07-2016            | tip25           | -            | met Baaba Maal, The Very Best & Beatenberg |
| Guiding Light                                        | 2018                  | 29-09-2018            | tip2            | -            |                                            |
| If I Say                                             | 2018                  | 03-11-2018            | tip             | -            |                                            |
| Beloved                                              | 2019                  | 09-02-2019            | tip32           | -            |                                            |
| Woman                                                | 2019                  | 18-05-2019            | tip28           | -            |                                            |
| Blind Leading the Blind                              | 2019                  | 02-11-2019            | tip13           | -            |                                            |
| Forever                                              | 2020                  | 23-05-2020            | tip             | -            |                                            |
| Hurt                                                 | 2020                  | 28-11-2020            | tip             | -            |                                            |

### NPO Radio 2 Top 2000
| Nummers met noteringen in de NPO Radio 2 Top 2000 | '10  | '11 | '12  | '13  | '14  | '15  | '16  | '17  | '18  | '19  | '20  | '21  | '22  | '23  | '24  |
| ------------------------------------------------- | ---- | --- | ---- | ---- | ---- | ---- | ---- | ---- | ---- | ---- | ---- | ---- | ---- | ---- | ---- |
| Babel                                             | ×    | ×   | ×    | -    | 1061 | 1130 | 1229 | 1620 | 1305 | 1535 | 1678 | 1857 | 1844 | -    | -    |
| Guiding Light                                     | ×    | ×   | ×    | ×    | ×    | ×    | ×    | ×    | -    | 1770 | 1971 | -    | -    | -    | -    |
| Hopeless Wanderer                                 | ×    | ×   | ×    | -    | -    | -    | -    | -    | 1385 | 1648 | 1747 | 1834 | 1706 | 1940 | 1865 |
| I Will Wait                                       | ×    | ×   | 1149 | 214  | 434  | 436  | 531  | 642  | 498  | 594  | 643  | 706  | 742  | 784  | 753  |
| Little Lion Man                                   | -    | -   | 99   | 172  | 356  | 321  | 357  | 433  | 340  | 373  | 335  | 382  | 390  | 413  | 500  |
| Lover of the Light                                | ×    | ×   | -    | 1141 | 761  | 775  | 949  | 1165 | 918  | 1103 | 1326 | 1714 | 1765 | 1991 | -    |
| The Cave                                          | 1236 | 147 | 58   | 117  | 200  | 239  | 272  | 316  | 306  | 358  | 385  | 462  | 545  | 585  | 628  |

1. ↑  Een '-' betekent dat het nummer niet was genoteerd, een '×' betekent dat het nummer nog niet was uitgebracht en een vetgedrukt getal geeft de hoogste notering van een nummer aan.
2. ↑  2010 was het eerste jaar met een notering voor Mumford & Sons.

### Dvd's
| Dvd's met hitnoteringen in de Nederlandse Music Top 30 | Datum van verschijnen | Datum van binnenkomst | Hoogste positie | Aantal weken | Opmerkingen                                                       |
| ------------------------------------------------------ | --------------------- | --------------------- | --------------- | ------------ | ----------------------------------------------------------------- |
| Big Easy Express                                       | 2012                  | 04-08-2012            | 5               | 16           | met Edward Sharpe and the Magnetic Zeros & Old Crow Medicine Show |
| The Road to Red Rocks                                  | 2012                  | 01-12-2012            | 5               | 47           |                                                                   |
| Live from South Africa: Dust and Thunder               | 2017                  | 11-02-2017            | 1(1wk)          | 43           |                                                                   |

### Ep's
- Lend Me Your Eyes (2008)
- Love Your Ground (2008)
- The Cave and the Open Sea (2009)
- Johannesburg (2016)

## Tours
- Sigh No More Tour (2009-12)
- Babel Tour (2012-13)
- Wilder Mind Tour (2015-18)
- Delta Tour (2018-19)